# Nic co ludzkie
Nic co ludzkie – debiutancki album warszawskiego rapera 1z2. Na płycie gościnnie wystąpili m.in. Pih, Chada, Myniemy, Krz. Do utworu "T.J.T.R." został nakręcony teledysk promujący płytę.

## Lista utworów
Opracowano na podstawie materiału źródłowego.
1. "Nieznane nikomu" (produkcja: L.A. (WhiteHouse), scratche: DJ Kostek) - 4:11
2. "Wolna wola" (produkcja: DJ 600V, scratche: DJ Kostek) - 3:50
3. "Niezliczona ilość dni" (remiks: Magiera, scratche: DJ Kostek) - 3:51
4. "Skit1" - 0:34
5. "Proste życie" (produkcja: Magiera, gościnnie: HR, Sylwia) - 3:50
6. "Wpływ" (produkcja: DJ 600V, scratche: DJ Kostek) - 3:39
7. "Chwile zwątpienia" (produkcja: L.A., gościnnie: Endefis, scratche: DJ Kostek) - 4:43
8. "Oczu nie oszukasz" (produkcja: Szyha) - 4:06
9. "Skit 2" (produkcja: Robert Justyński) - 2:27
10. "T.J.T.R." (produkcja: Szyha, gościnnie: KRZ, Pih, scratche: DJ One Touch) - 4:01
11. "Jeszcze raz" (produkcja: Szyha, gościnnie: Myniemy, scratche: DJ One Touch) - 4:01
12. "Bez porównania" (produkcja: L.A., scratche: DJ Kostek) - 3:28
13. "Brak poklasków" (produkcja: Szyha, scratche: DJ One Touch) - 3:02
14. "Beze mnie" (produkcja: Bartosz, gościnnie: Chada) - 4:43
15. "Nie wszystko" (produkcja: L.A., scratche: DJ Kostek, gościnnie: A2A) - 4:19
16. "Fenomen" (produkcja: Magiera, scratche: DJ Kostek) - 2:16